# Sakura
För andra betydelser, se Sakura (olika betydelser).

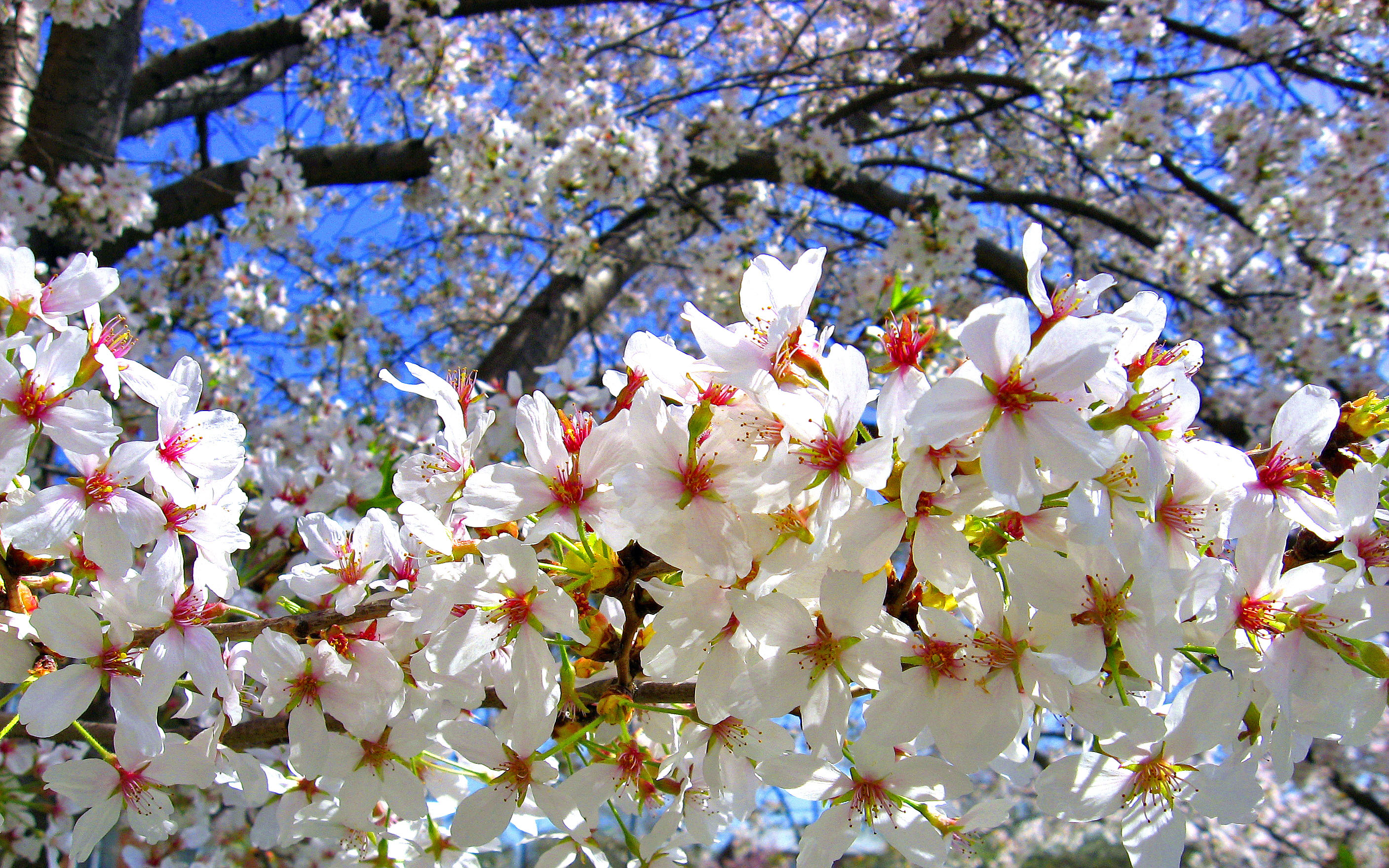
Kvistar med sakura.

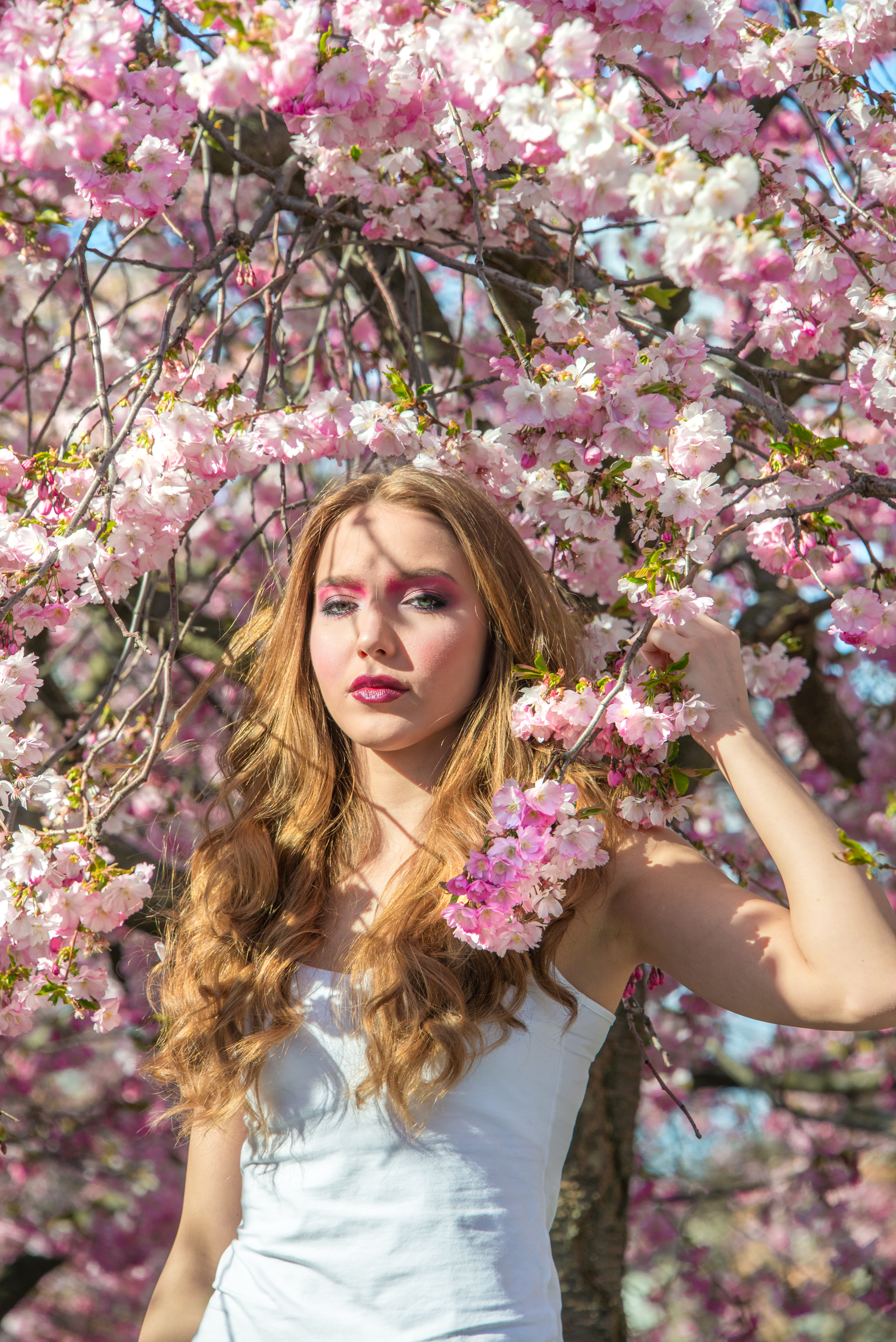
Körsbärsträdens blomning i Kungsträdgården i Stockholm varje vår är ett populärt besöksmål.

Sakura (japanska: 桜 eller 櫻 eller さくら) är den japanska benämningen på körsbärsträdet, ett flertal träd inom växtsläktet Prunus – kanske särskilt japanskt prydnadskörsbär, Prunus serrulata.  Många av varieteterna som odlats i ornamentalt syfte producerar inga frukter. Ätliga körsbär (japanska: さくらんぼ sakuranbo) kommer i regel från odlingsformer hos de besläktade arterna Prunus avium och Prunus cerasus. Körsbärsblomman har en egen symbol inom Unicode – ❀ (motsvarande koden U+2740).

## Symbolik
Om blommans kulturella betydelse vittnar till exempel den fest (花見 hanami eller 花祭り hana matsuri) som årligen firas när körsbärsträden står i blom. Denna hör till de viktigaste händelserna inom japansk kultur. I japansk estetik får blomman en att observera omgivningen, men den väcker en även till att tänka på själva livets väsen. De olika skedena i blomningen påminner sålunda människan om livets förgänglighet, ett tänkesätt som på japanska ofta benämns mono no aware.

## Galleri

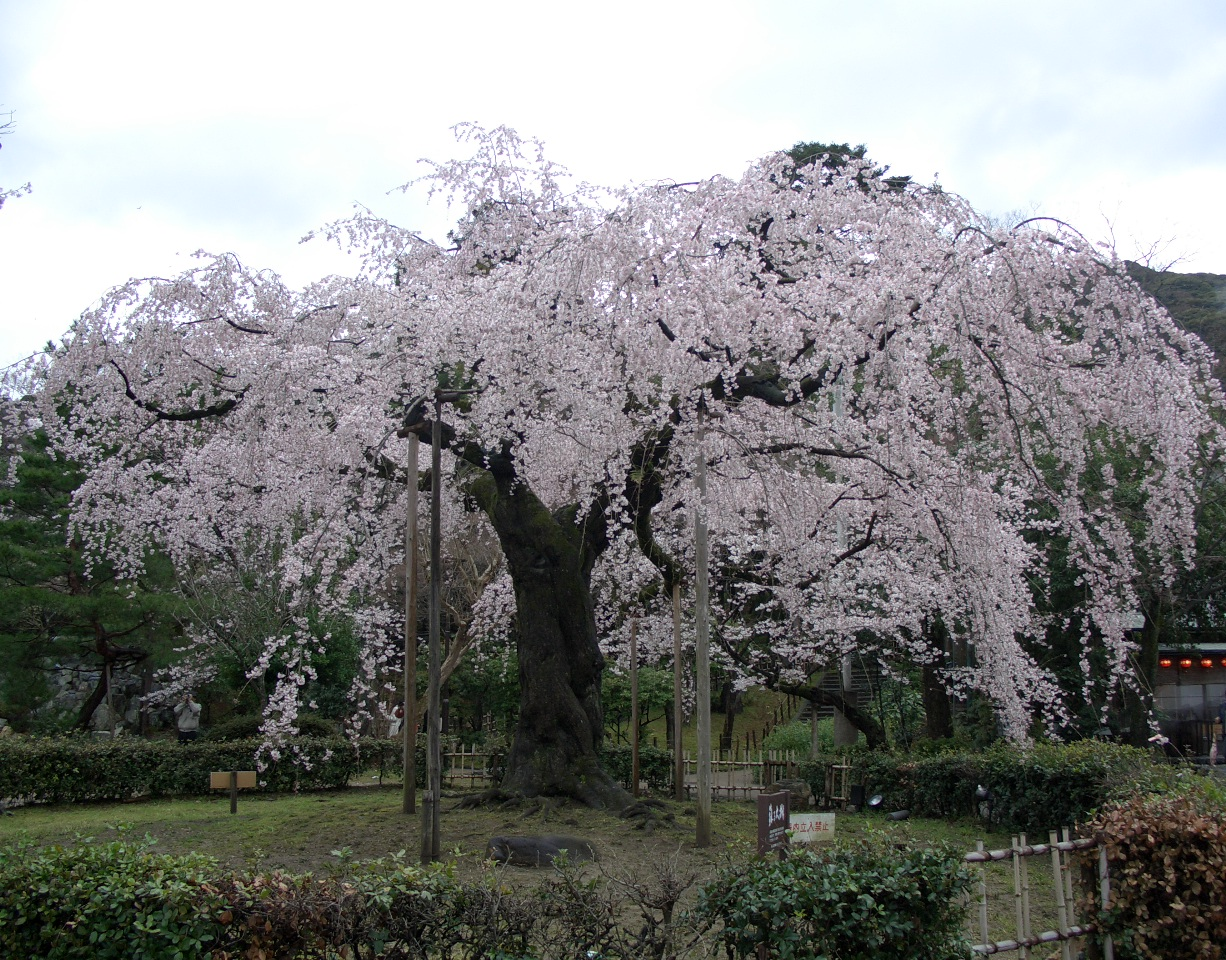
Sakura i Maruyama Park, Kyoto
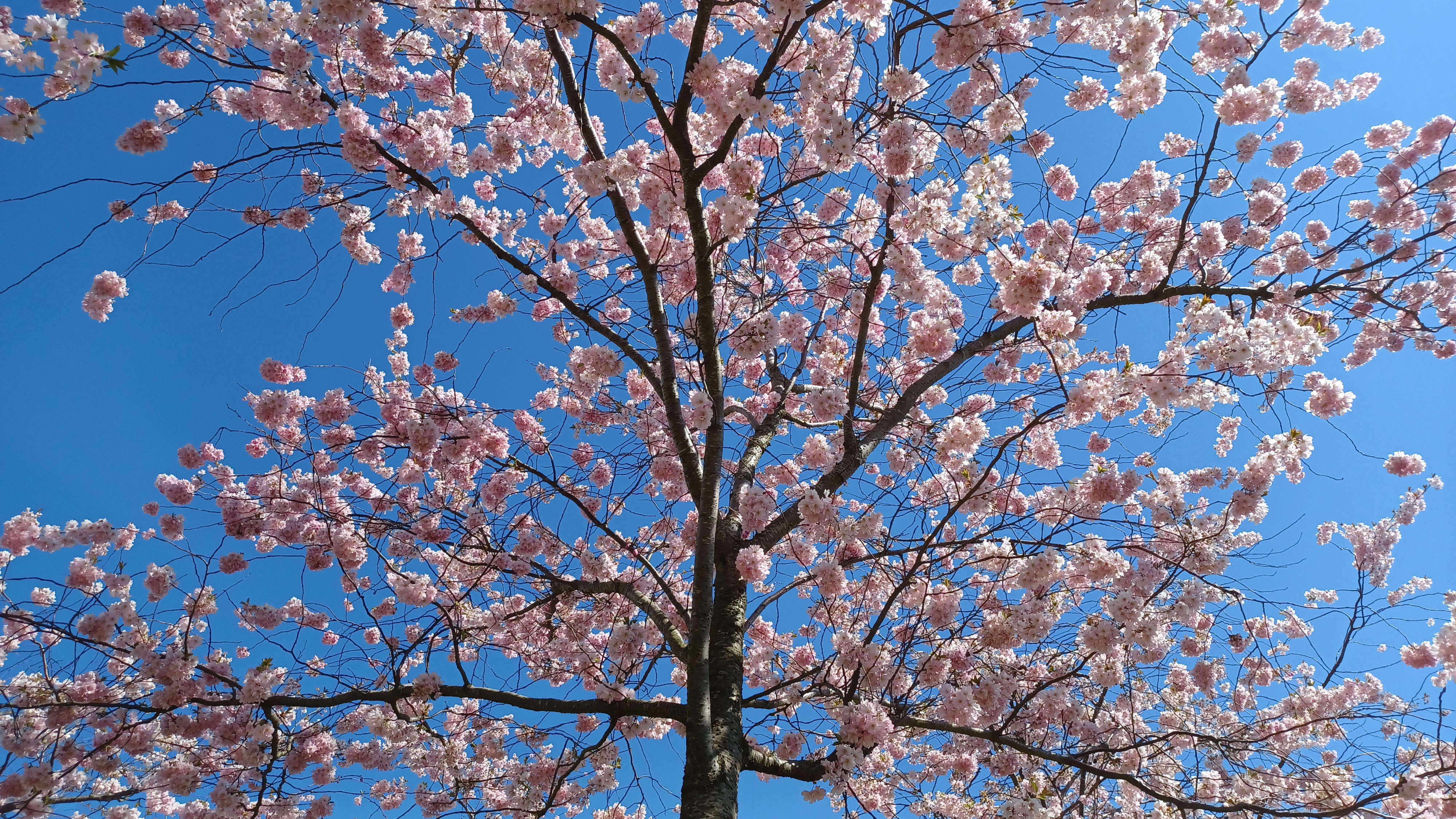
Körsbärsblommor på Hyllie vattenpark, Malmö
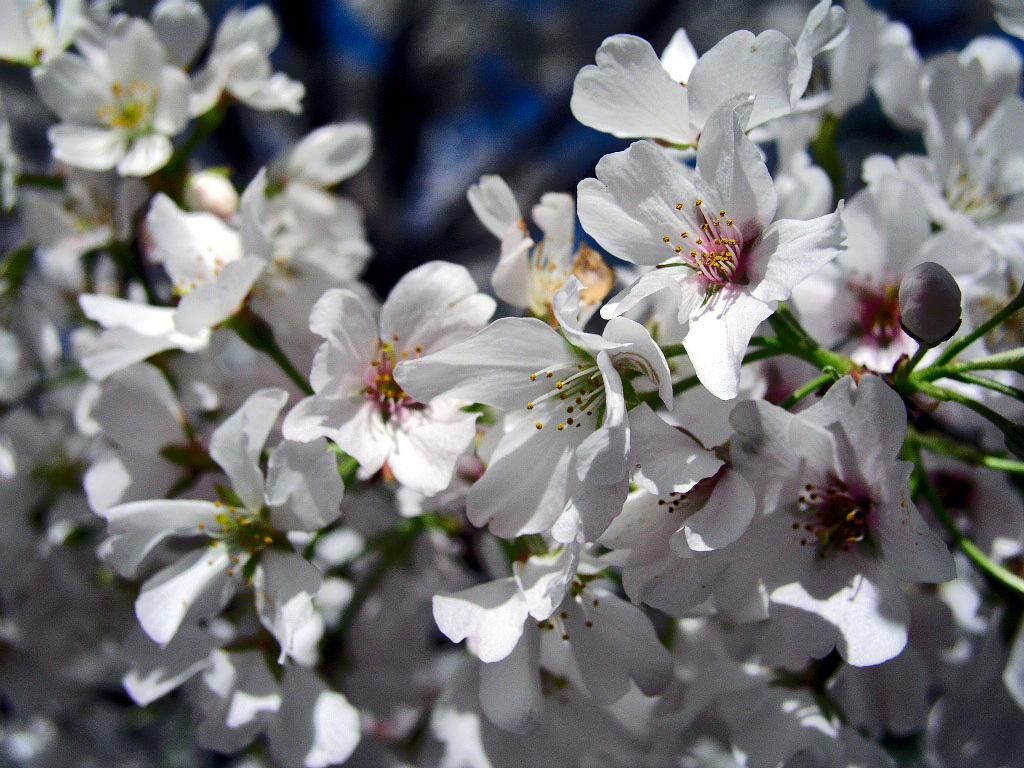
Närbild på körsbärsblommor.
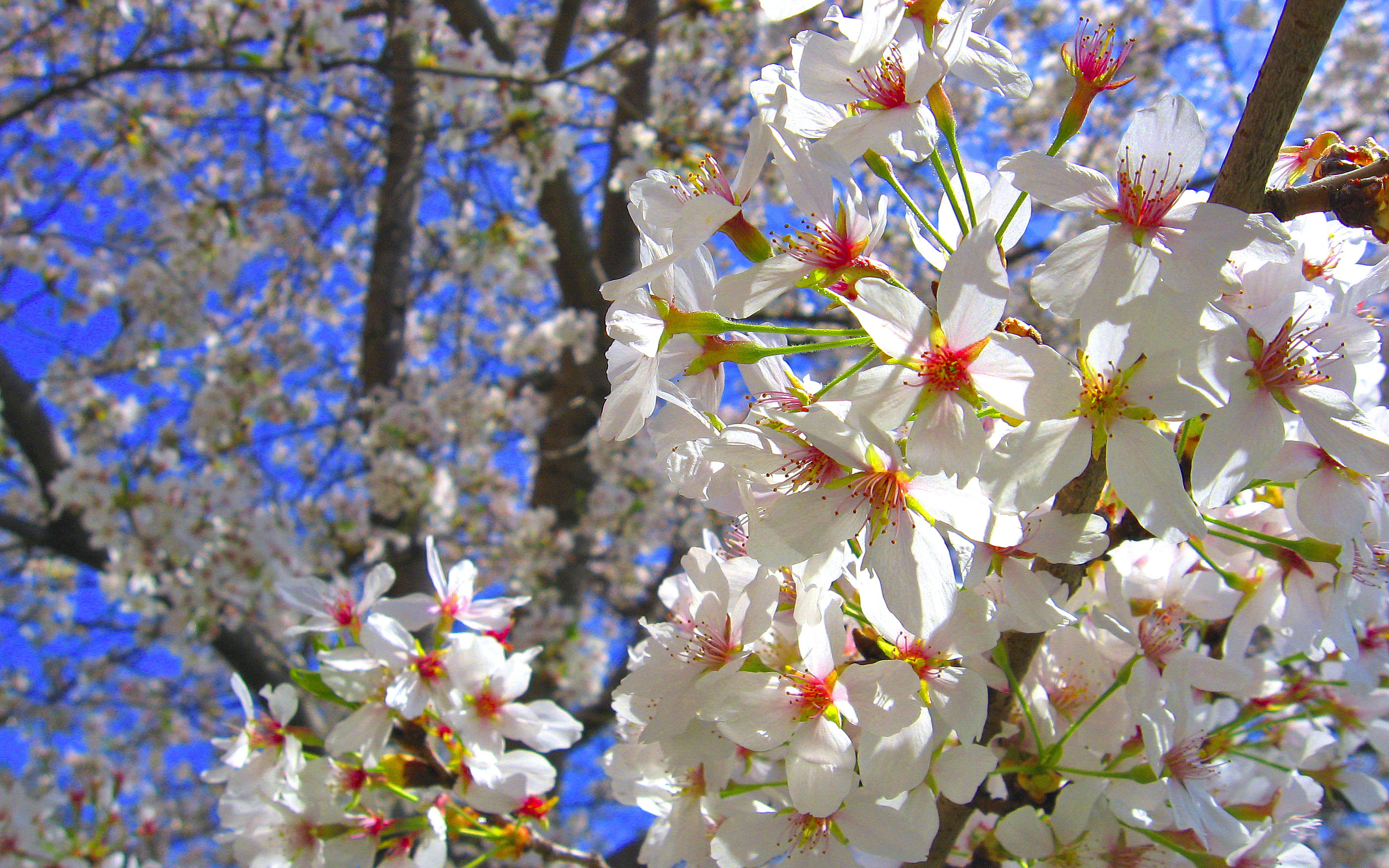
Blommor i Washington, D.C.
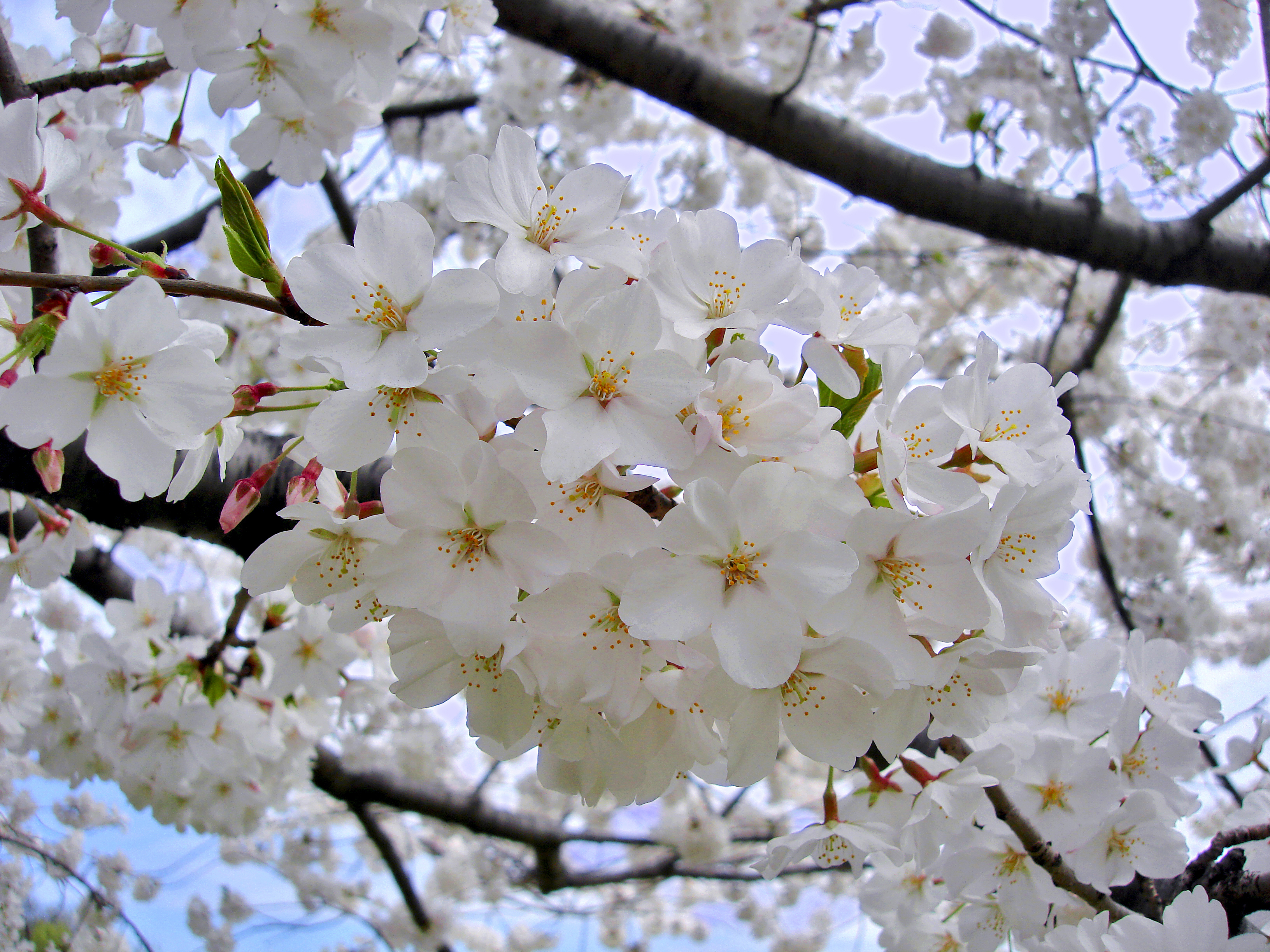
Närbild på yoshino sakura nära Tidal Basin i Washington, DC.
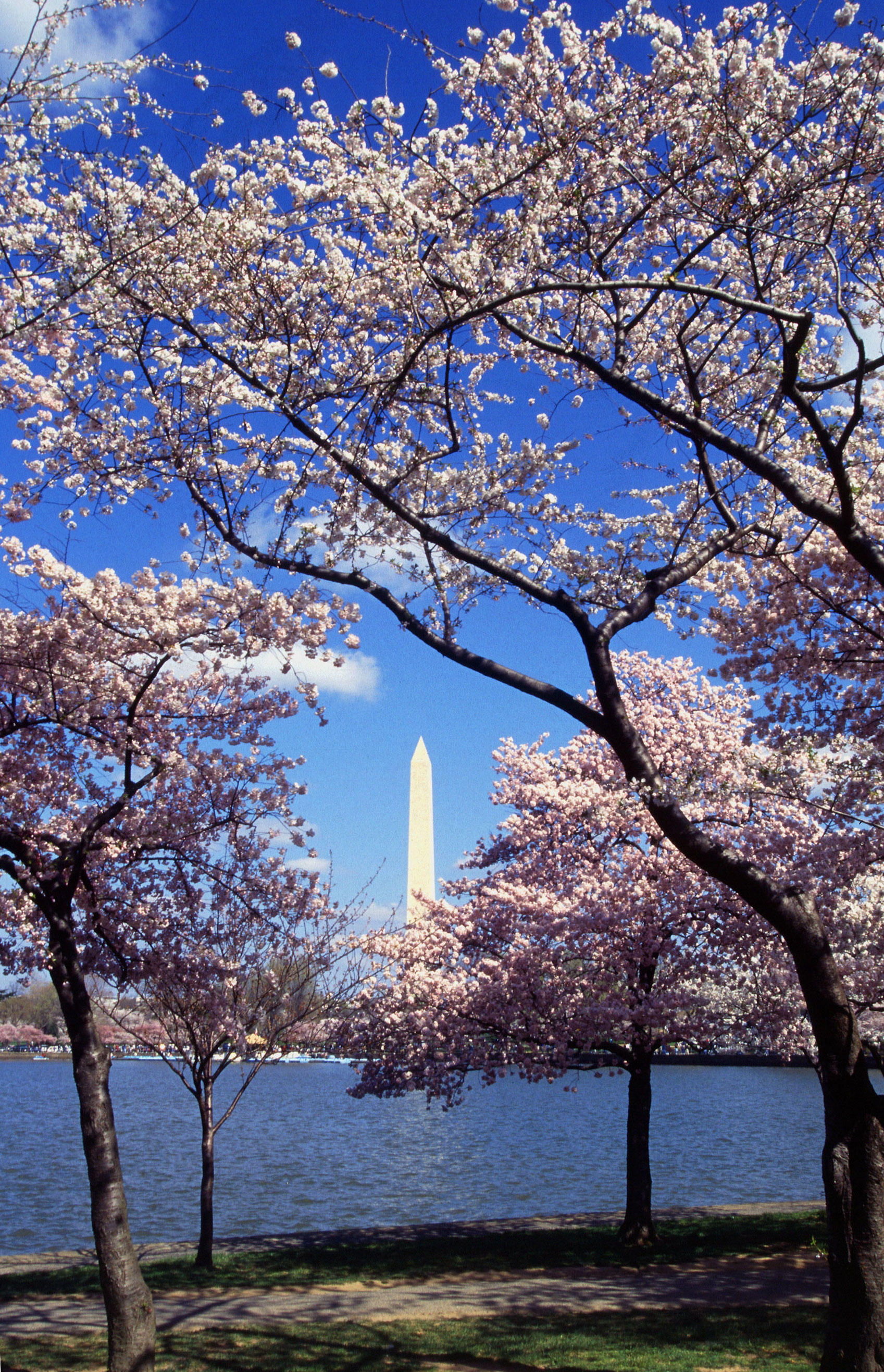
Washington, D.C. Tidal Basin med japanskt prydnadskörsbär.